# Doddabetta

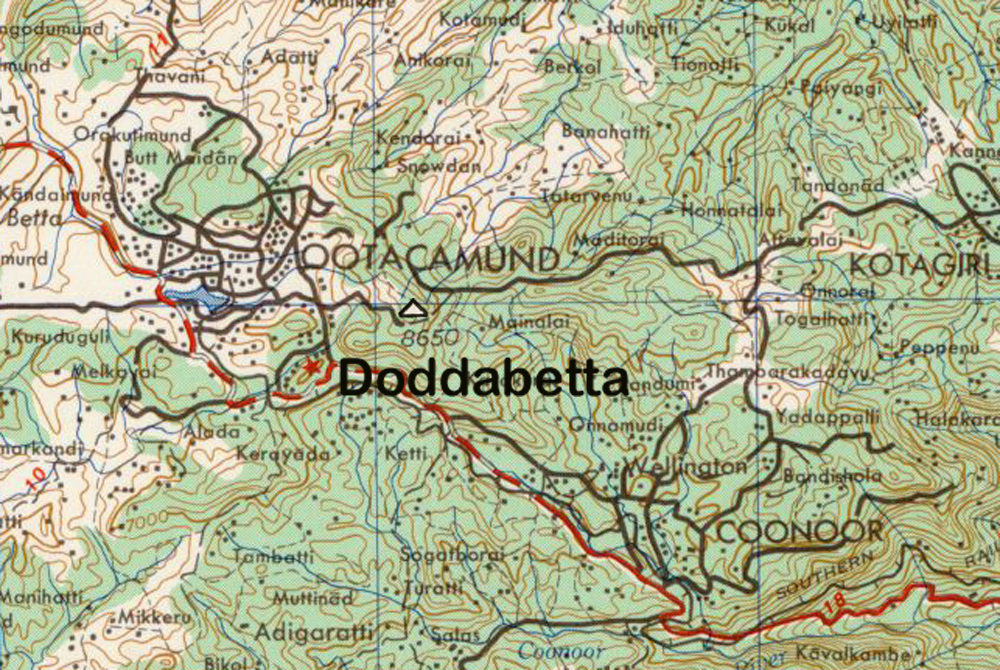
Mappa dell'area del Doddabetta

Il Doddabetta o Doda Betta (In Tamil: தொட்டபெட்டா) è la più alta cima della catena dei Nilgiri, con una quota di 2.637 metri. Intorno alla vetta, c'è un'area boschiva che è riserva naturale.
La montagna si trova a 9 km da Ooty, nel Distretto dei Nilgiri del Tamil Nadu, nell'India del Sud. Si tratta di una popolare attrazione turistica con una strada che arriva fino in vetta.
È la quarta vetta più alta nel sud dell'India dopo l'Anamudi, il Mannamalai ed il Meesapulimala.

## Etimologia
Il nome "Doddabetta" deriva dalla lingua kannada e può essere tradotto in 'Grande Montagna'.

## Flora
La zona circostante il Doddabetta è in gran parte coperta dalle foreste tropicali, (chiamata 'Shola'), che coprono anche, gran parte delle sue pendici. Rododendri, ortensie ed altri arbusti e piante sub-alpine, si possono trovare tra le alte erbe, anche molto vicino alla cima.

## Telescope House
In cima al Doddabetta, c'è un osservatorio (Telescope House), con due telescopi a disposizione del pubblico, che permettono di godere del magnifico panorama su tutto il comprensorio. Venne inaugurato il 18 giugno 1983, ed è gestito dalla Tamil Nadu Tourism Development Corporation (TTDC). Il numero medio di spettatori nel periodo 2001-2002 è stato di 3500 al giorno in alta stagione e 700 in bassa.

## Galleria d'immagini

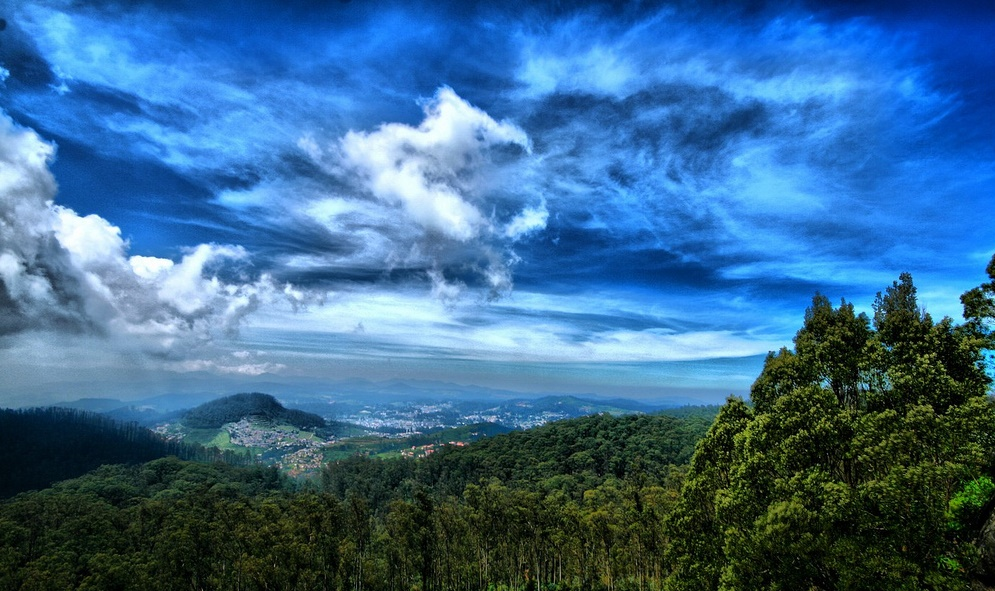
I Nilgiri visti dalla cima del Doddabetta
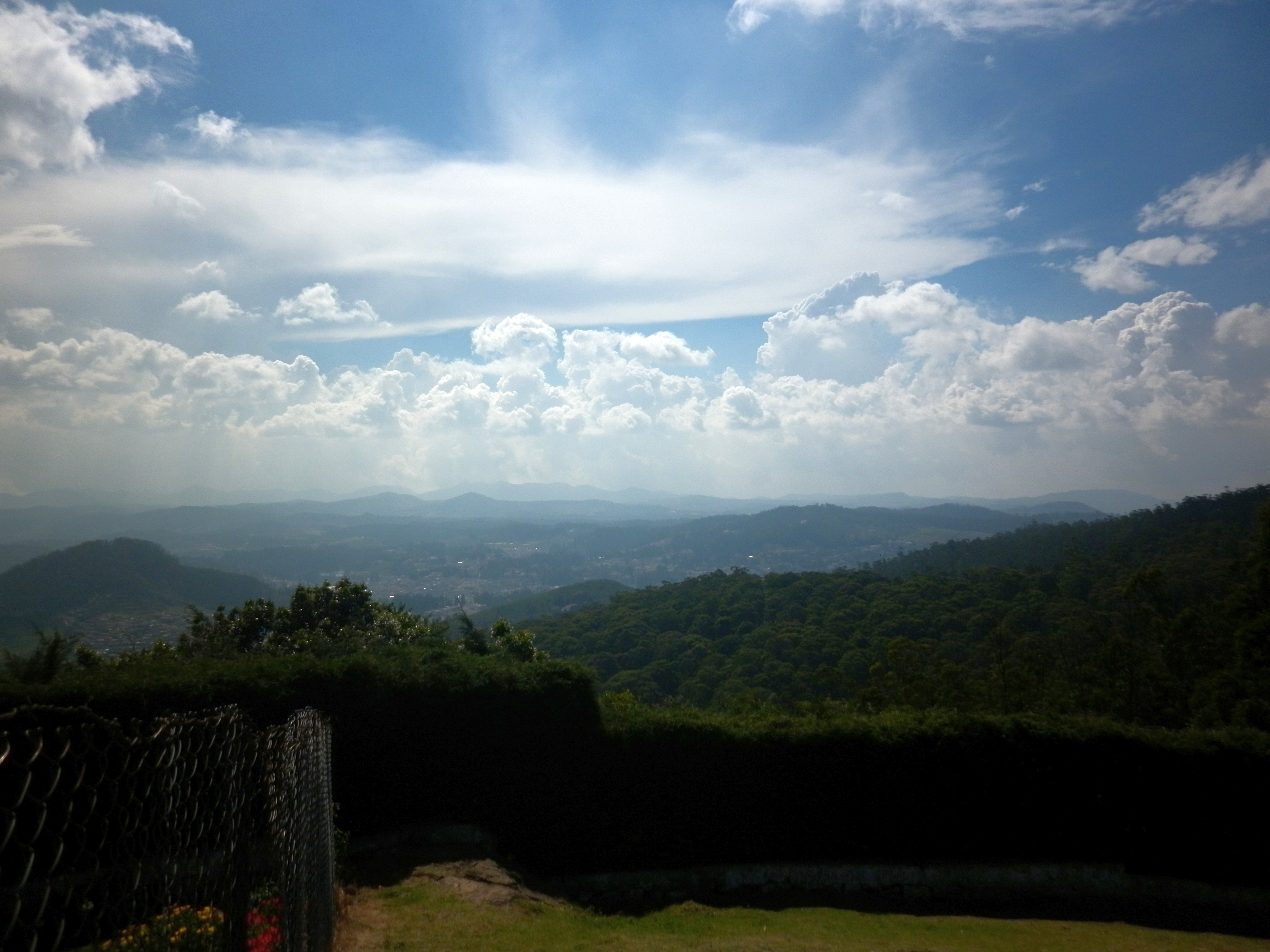
Vista di Ooty (Udagamandalam) dalla cima del Doddabetta
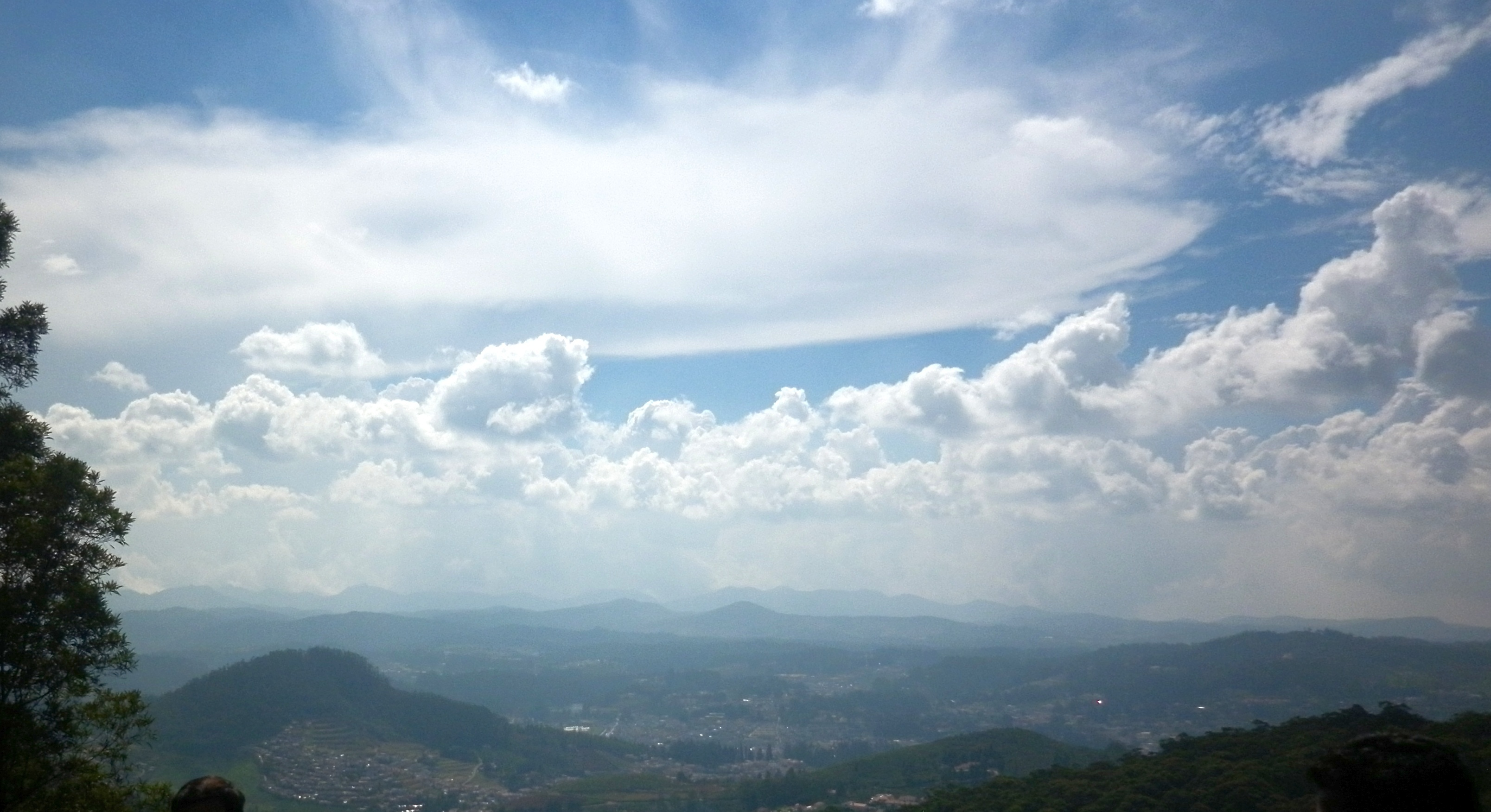
Un'altra visuale di Ooty (Udagamandalam) dalla cima
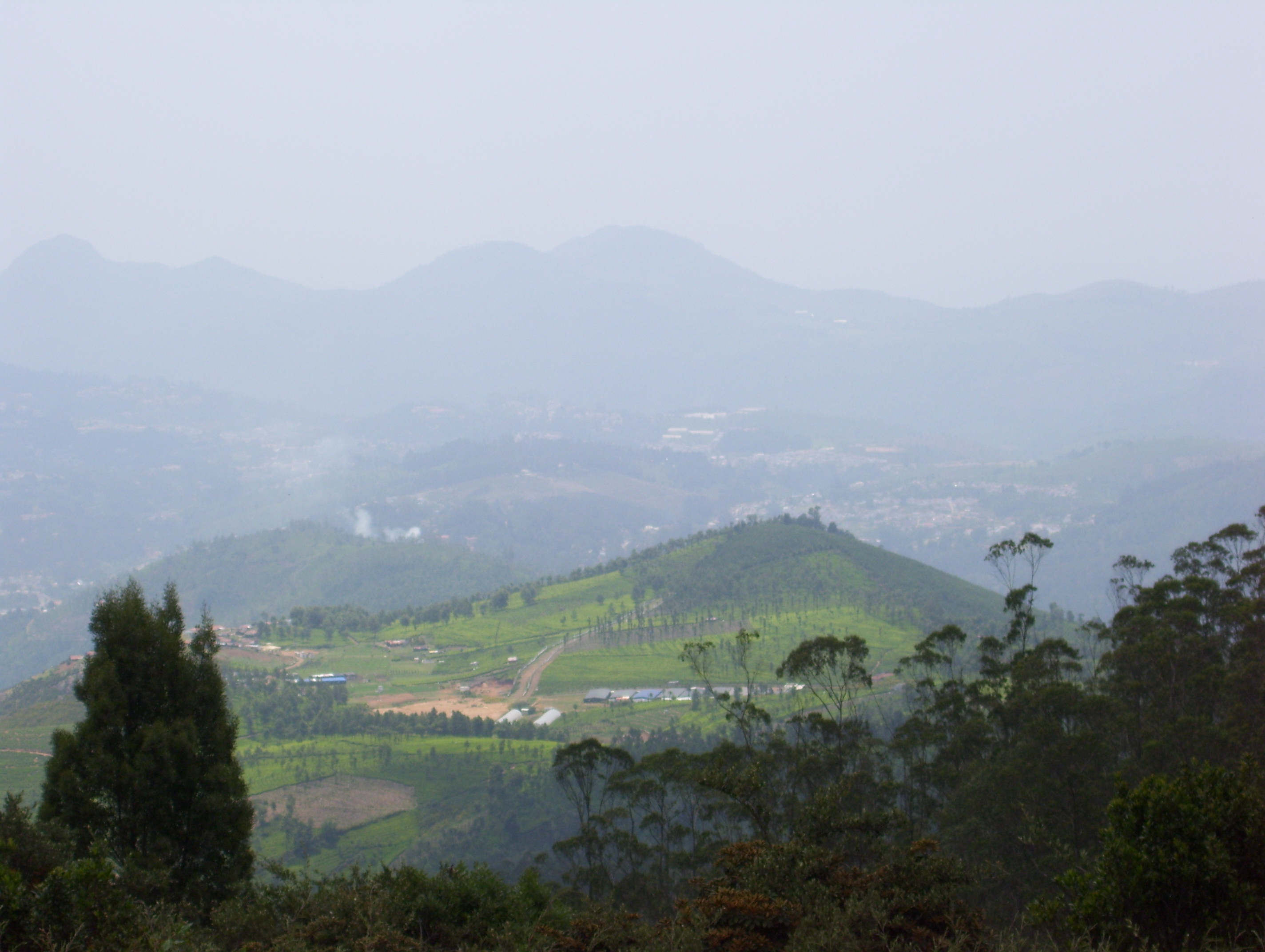
Un'altra visuale di Ooty (Udagamandalam) dalla cima
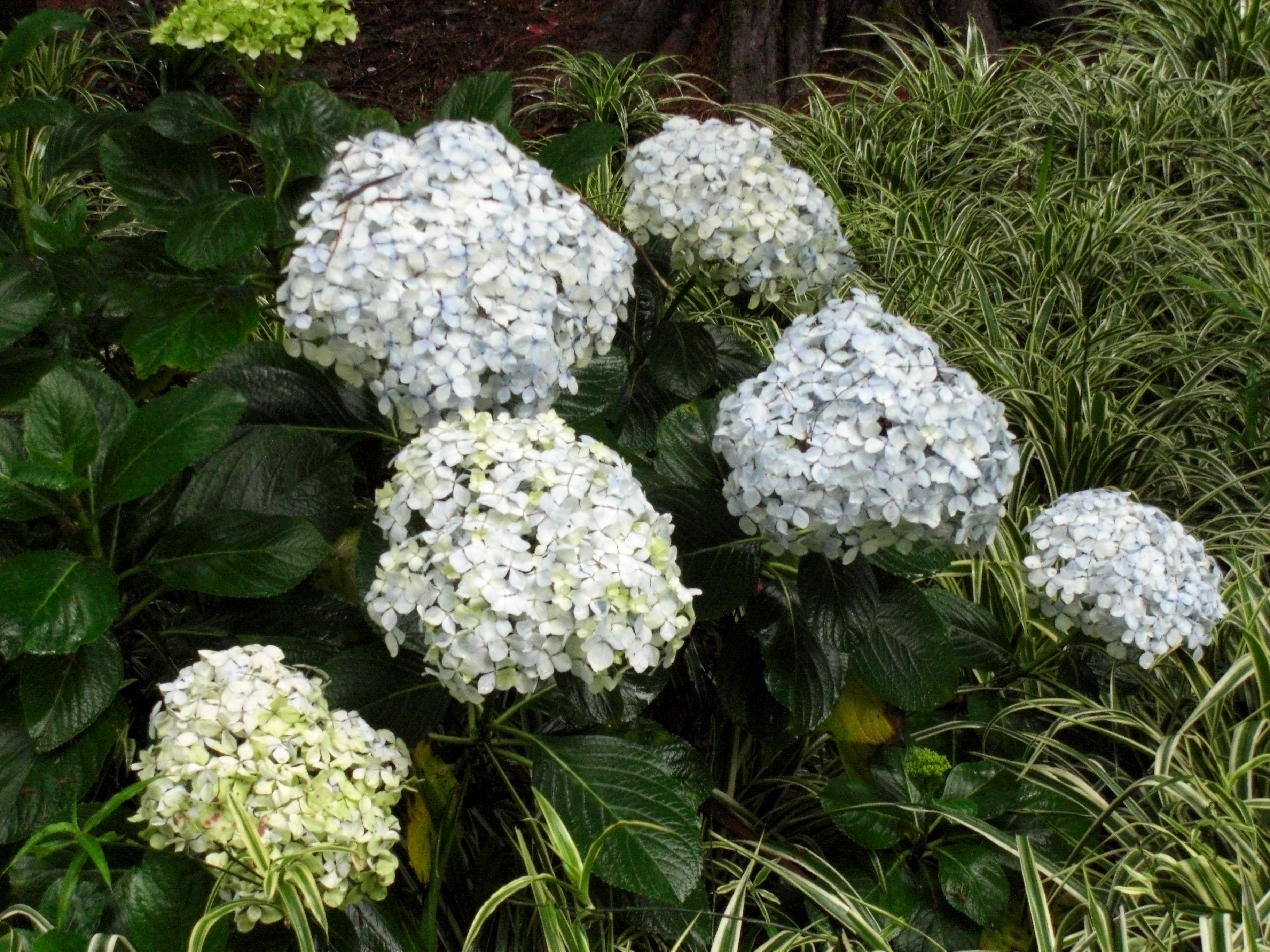
Ortensie sul Doddabetta
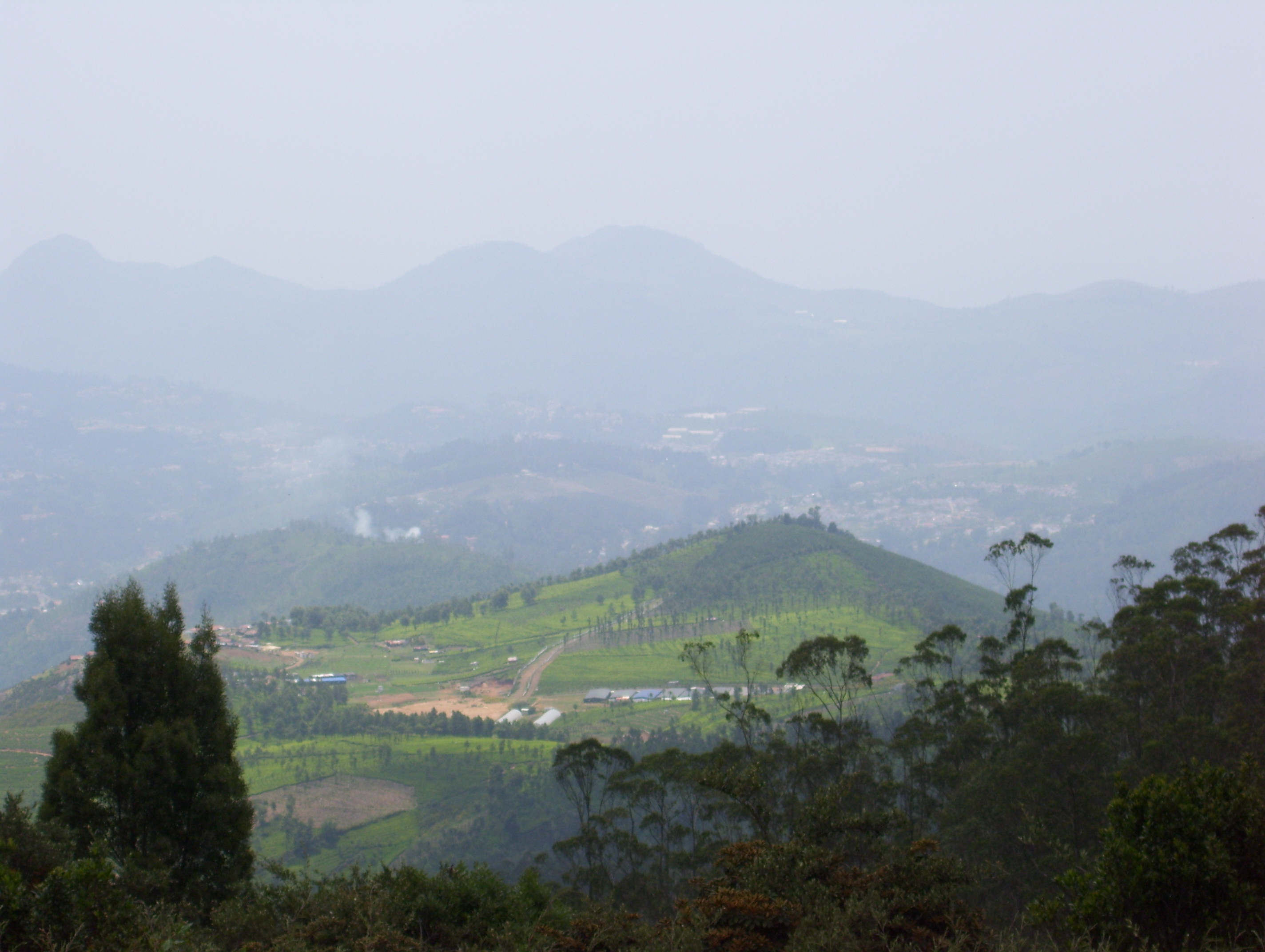
Panorama dalla vetta del Doddabetta